# Adri van Houwelingen
Adriaan van Houwelingen, més conegut com a Adri van Houwelingen (Heesselt, Gelderland, 27 d'octubre de 1953) és un ciclista neerlandès, ja retirat, que fou professional entre 1978 i 1987. El 1976, com a ciclista amateur, va prendre part als Jocs Olímpics d'Estiu de Mont-real. Durant la seva carrera esportiva destaca una victòria d'etapa a la Volta a Espanya de 1979 i una altra al Tour de França de 1982.
El seu germà Jan també fou ciclista professional. Entre 1996 i el 2012 fou director esportiu del Rabobank ProTeam. Actualment ho és del Metec-Solarwatt p/b Mantel.

## Palmarès
- 1976
  - 1r a la Ronde van Noord-Holland i vencedor de 2 etapes
  - Vencedor d'una etapa de l'Olympia's Tour
- 1978
  - Vencedor d'una etapa de la Ronde van Noord-Holland
- 1979
  - Vencedor d'una etapa de la Volta a Espanya
- 1981
  - Vencedor d'una etapa de la Volta als Països Baixos
- 1982
  - 1r a Draai van de Kaai
  - Vencedor d'una etapa del Tour de França
  - Vencedor d'una etapa de la Volta als Països Baixos
- 1983
  - 1r a la Volta als Països Baixos
- 1985
  - Vencedor d'una etapa de la Tirrena-Adriàtica

### Resultats al Tour de França
- 1981. 81è de la classificació general
- 1982. 40è de la classificació general. Vencedor d'una etapa
- 1984. Abandona (14a etapa)
- 1985. 88è de la classificació general

### Resultats a la Volta a Espanya
- 1979. 48è de la classificació general. Vencedor d'una etapa

### Resultats al Giro d'Itàlia
- 1980. Fora de control (2a etapa)
- 1986. 93è de la classificació general